# Charles-Laurent Maréchal

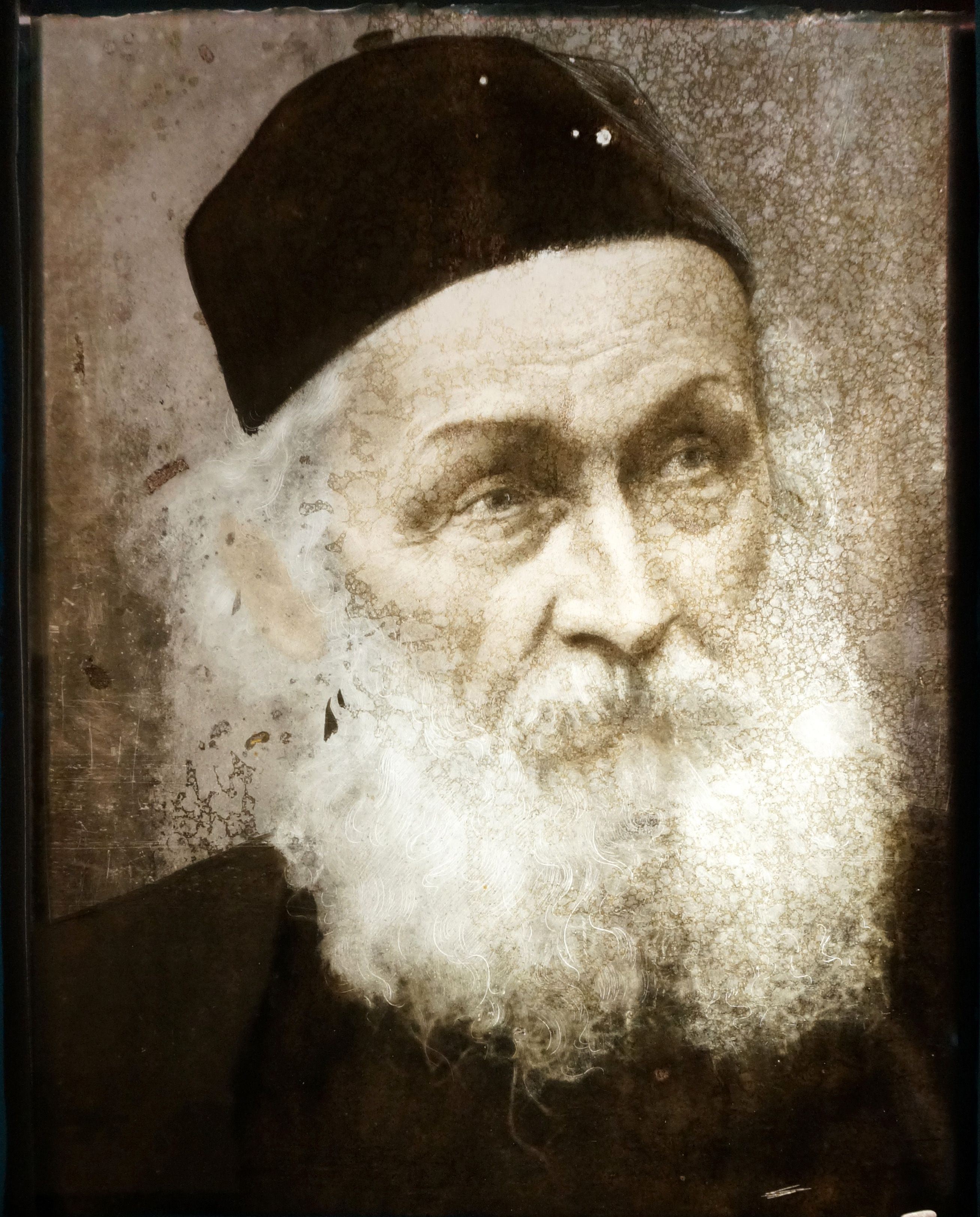
Charles-Laurent Maréchal, Selbstporträt (Glasmalerei)

Charles-Laurent Maréchal, genannt, Maréchal de Metz (* 1801 in Metz; † 17. Januar 1887 in Bar-le-Duc) war ein französischer Zeichner, Pastellist und Glasmaler.

## Leben

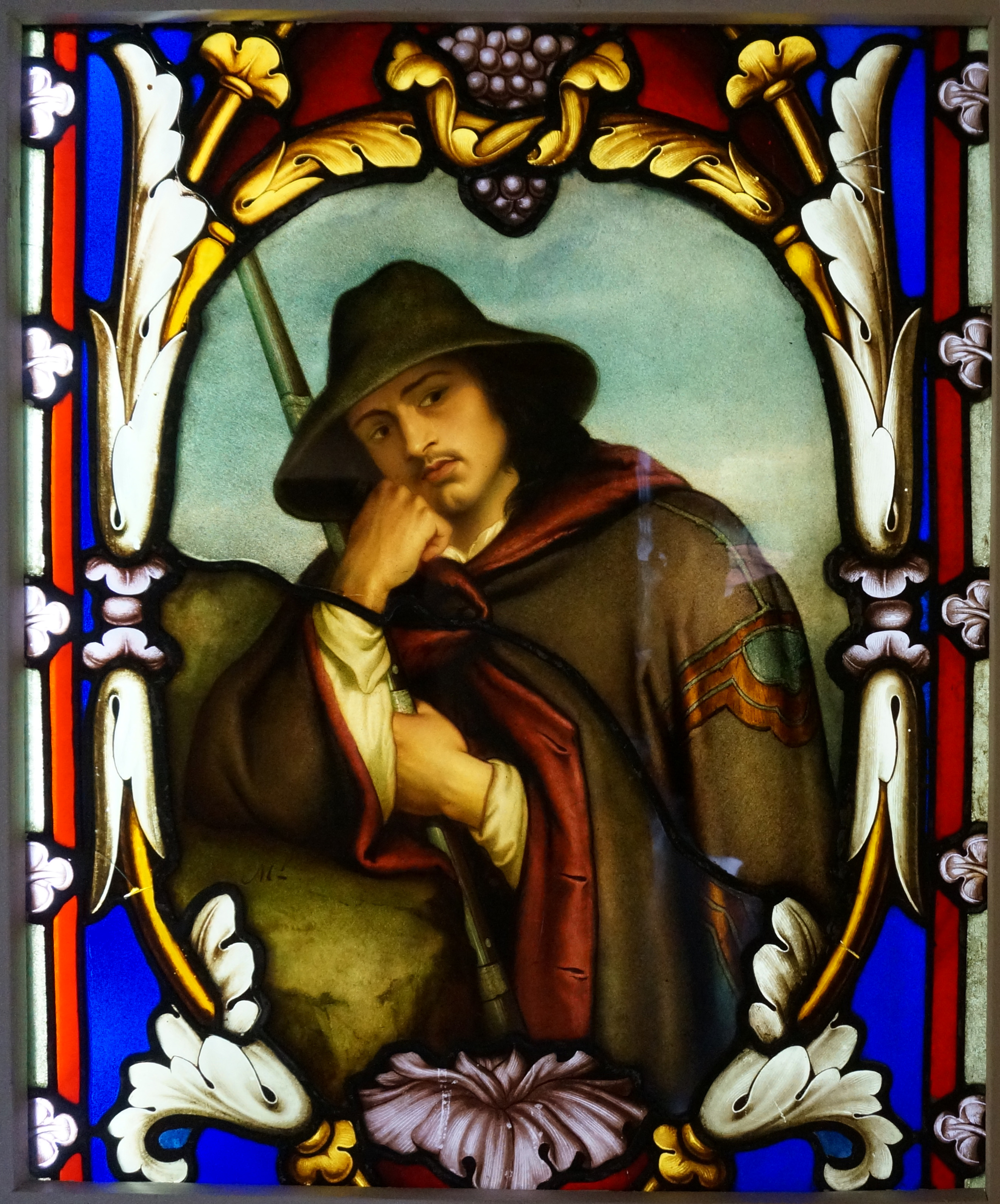
Charles-Laurent Maréchal: Berger italien (Glasmalerei)

Charles-Laurent Maréchal wurde 1801 in Metz geboren. Von 1820 bis 1825 besuchte er die Zeichenschule der Stadt. Er war fasziniert von der italienischen Kunst und betrachtete Italien als Heimat der Künstler. Ab 1838 betrieb er zusammen mit seinem Schwager Gugnon ein Atelier für Glasmalerei in Metz. Nach dem Deutsch-Französischen Krieg von 1870 und der Annexion von Metz durch das Deutsche Reich entschied sich Maréchal für die französische Staatsbürgerschaft und zog nach Bar-le-Duc, wo er sein Atelier unter der Leitung von Louis-Charles-Marie Champigneulle wieder aufbaute. Er starb dort am 17. Januar 1887.

## Werk
Charles-Laurent Maréchal war ein vielseitiger Künstler, der Zeichnungen, Pastelle und vor allem Glasfenster schuf. Er gilt als Gründer der École de Metz, eines 1845 von Charles Baudelaire ins Leben gerufenen Künstlerkreises. Im Laufe seiner Karriere schuf er über 12.000 Glasfenster, davon 4600 mit figürlichen Darstellungen, für mehr als 1600 Gebäude. Zu seinen bedeutendsten Werken zählen die Glasfenster der Kirche St-Germain-l’Auxerrois in Paris, die Restaurierung der Fenster der Kathedrale Saint-Étienne in Metz sowie Beiträge zur Weltausstellung 1855 in Paris. Sein Stil ist romantisch geprägt und zeigt Einflüsse von Eugène Delacroix.